# گنج تپه در این دله
گنج تپه در این دله مربوط به هزاره اول قبل از میلاد است و در شهرستان دامغان، روستای تویه واقع شده و این اثر در تاریخ ۱۸ آبان ۱۳۷۸ با شمارهٔ ثبت ۲۴۸۹ به‌عنوان یکی از آثار ملی ایران به ثبت رسیده است.